# Campionato serbo-montenegrino di rugby a 15
Il campionato serbo-montenegrino di rugby a 15 fu il campionato di vertice di rugby a 15 per squadre di club disputato nella Repubblica Federale di Jugoslavia prima e nella federazione di Serbia e Montenegro poi, in seguito al disfacimento della Jugoslavia socialista. 

## Albo d'oro
| Stagione | Vincitore    |
| -------- | ------------ |
| 1992     | Partizan     |
| 1993     | Partizan     |
| 1994     | Partizan     |
| 1995     | Stella Rossa |
| 1996     | Partizan     |
| 1997     | Partizan     |
| 1998     | Partizan     |
| 1999     | Partizan     |
| 2000     | Rad          |
| 2001     | Rad          |
| 2002     | Partizan     |
| 2003     | Partizan     |
| 2004     | Partizan     |
| 2005     | Partizan     |
| 2006     | Partizan     |

## Vittorie per squadra
| Squadra      | Titoli | Edizione                                                               |
| ------------ | ------ | ---------------------------------------------------------------------- |
| Partizan     | 12     | 1992, 1993, 1994, 1996, 1997, 1998, 1999, 2002, 2003, 2004, 2005, 2006 |
| Rad          | 2      | 2000, 2001                                                             |
| Stella Rossa | 1      | 1995                                                                   |